# أرون بينتشوك
أرون بينتشوك (15 فبراير 1939 - 13 فبراير 2022) كان فيزيائيًا تجريبيًا في مجال المواد المكثفة وهو أرجنتيني أمريكي، كان أستاذًا في الفيزياء والفيزياء التطبيقية في جامعة كولومبيا ومعروفًا بعمله في دراسة الحالات الإلكترونية المترابطة في الأنظمة ثنائية الأبعاد باستخدام طرق الإضاءة الضوئية والتشتت الضوئي اللارجعي وكان زميلاً في الجمعية الفيزيائية الأمريكية وجمعية التقدم العلمي والأكاديمية الأمريكية للفنون والعلوم.

## التعليم والمسيرة الوظيفية
ولد بينتشوك في بوينس آيرس الأرجنتين في عام 1939، حصل على درجة الليسانس في الفيزياء من جامعة بوينس آيرس في أبريل 1962 وحصل على درجة الدكتوراه في الفيزياء من جامعة بنسلفانيا في يناير 1969، أصبح مساعدًا للأستاذ في الفيزياء هناك بعد التخرج ومن عام 1970 إلى 1976 كان عضوًا في المجلس الوطني للبحوث واللجنة الوطنية للطاقة الذرية في بوينس آيرس، كان خلال هذه الفترة عضوًا في هيئة التدريس في قسم الفيزياء في جامعة بوينس آيرس بين عامي 1973 و 1974، كما زار معهد ماكس بلانك لأبحاث الجسم الصلب في شتوتغارت ألمانيا من عام 1975 إلى 1976.
في وقت لاحق عاد إلى الولايات المتحدة وعمل كعالم زائر في بحوث آي بي إم في يوركتاون هايتس حتى عام 1977. كان عضوًا في مختبرات بيل في هولمديل ونيو جيرسي وموراي هيل وفي نيو جيرسي (التي أعيد تسميتها لاحقًا إلى مختبرات بيل للاتصالات ومن ثم تكنولوجيات لوسنت) من عام 1978 إلى عام 2008، ثم أصبح منذ عام 1998 أستاذًا مشتركًا في قسم الفيزياء وقسم الفيزياء التطبيقية والرياضيات التطبيقية في جامعة كولومبيا في نيويورك،  زيادة على ذلك كان عضوًا في مبادرة كولومبيا النانوية.

## البحث
أجرى بينتشوك تقنية في مجال الأشعة الطيفية لدراسة أنظمة الإلكترونات في الشبه الموصلات والعوازل وكان قائدًا في مجال الفوتومضيء وتشتت الضوء غير المرن المتأرجح و درس السوائل الكمية التفاعلية في هياكل البئر الكمي للشبه الموصلات مع التركيز على التحفيزات في مراحل قاعدة الكم، كما طبق بينتشوك تشتت رامان لدراسة الفونونات في الغرافين واستكشف لاحقًا هندسة حالات الإلكترون في الغرافين الاصطناعي باستخدام تقنية تصنيع النانو المتقدمة.
في عام 1979 قام بينتشوك وزملاؤه باستخدام تشتت الضوء الهزيل غير المرن بالتذبذب لأول مرة بملاحظة التحفيزات بين المجالات في أنظمة الإلكترون ثنائية الأبعاد للزرنيخ الغاليوم (GaAs) الهيكلية وفي عام 1989 قام بينتشوك وآخرون بتمييز تحفيزات كثافة دورانية بين المجالات من تحفيزات الجسيم الفردي وأظهروا أن تفاعلات كولومبية تبادلية في غاز الإلكترون ثنائي الأبعاد في الميكروهياكل GaAs أكثر أهمية مما كان متوقعًا سابقًا.
لاحظ بينتشوك وزملاؤه تحفيز جماعي طويل الموجة لحالة قاعدة الكم الكسرية لأول مرة في عام 1993، تظل تقنية تشتت الضوء الهزيل غير المرن واحدة من الطرق القليلة التي يمكن أن تصل مباشرة إلى التحفيزات النيوترونية للإلكترونات في الميكروهياكل الشبه الموصلة.
ساهم بينتشوك فيما بعد في فهم التحفيزات ذات الدوران الحيوي المحافظ وتحفيزات القلب ذات الدوران الحيوي المحافظ للسوائل في مراحل قاعدة الكم الكسرية.
بدأ ارتباط بينتشوك بمجلة الاتصالات الصلبة الحالة في يوليو 1989 عندما انضم إلى مجلس المحررين تحت رئاسة المحرر المؤسس الياس بيرشتاين (الذي كان مشرفه في الدكتوراه)، تم ترقيته في وقت لاحق إلى محرر مشارك رئيس وعمل بجانب مانويل كاردونا، أصبح بينتشوك رئيس تحرير المجلة في ديسمبر 2004 وخدم حتى عام 2019.

## الأوسمة والجوائز
تم انتخاب بينتشوك زميلًا في الجمعية الفيزيائية الأمريكية في عام 1987 "نظرًا لعمله المبتكر في تطبيق تشتت الضوء لدراسة خصائص أنظمة الإلكترون ثنائية الأبعاد"، مُنح جائزة أوليفر إي. بكلي لفيزياء المادة المكثفة في عام 1994، عُيَّن زميلًا في الجمعية الأمريكية لتقدم العلوم في عام 2001 وزميلًا في الأكاديمية الأمريكية للفنون والعلوم في عام 2009.

## منشورات مختارة
المقالات
- سميث، ج. إي.؛ برودسكي، ام. هـ.؛ كرودر، ب. ل.؛ ناثان، م. إي.؛ بينتشك، أ. (1971). "طيف رامان للسيليكون العشوائي ومشتقاته من النصف الموصلات المترابطة بشكل تتراهيدري". رسائل مراجعة الفيزياء.
- شاه، جاجديب؛ بينتشك، أ.؛ جوسرد، أ. سي.؛ ويجمان، و. (1985). "معدلات فقد الطاقة للإلكترونات الساخنة والفجوات في بئر الكم بزرنيخ الزرنيخ". رسائل مراجعة الفيزياء.
- غوني، بينتشك، أ.؛ وينر، ج. س.؛ كايا، ج. م.؛ دينيس، ب. س.؛ بفايفر، ويست،  (1991). "تشتت البلازمون ذو البعدين والتحفيز بدون تشتت في أسلاك الزرنيخ الزرنيخ". رسائل مراجعة الفيزياء.
- نورميكو، أرتو؛ بينتشك، آرون (1993). "المسوح البصري في نظام القاعدة الكمية". فيزياء اليوم.
- ويغشايدر، بفايفر، دينغام، م. م.؛ بينتشك، أ.؛ ويست، مكول،  هال، ر. (1993). "الليزر من الإثارات في أسلاك الكم". رسائل مراجعة الفيزياء.
- أناستاساكيس، إي.؛ بينتشك، أ.؛ بيرشتين، إ.؛ بولاك، ف. هـ.؛ كاردونا، م. (1993). "تأثير الإجهاد الأحادي المحوري الثابت على طيف رامان للسيليكون". الاتصالات الصلبة الدولية.

الكتب
- لوكوود، ديفيد جي؛ بينزوك، آرون، المحررون. (6 ديسمبر 2012). الظواهر البصرية في هياكل الشبه الموصلة ذات الأبعاد المقلصة.
- داس سارما، سانكار؛ بينزوك، آرون، المحررون. (11 يوليو 2008). وجهات نظر في تأثيرات قاعة الكم: السوائل الكمومية الجديدة في هياكل الشبه الموصلة ذات الأبعاد المنخفضة.